# Ernst Keil

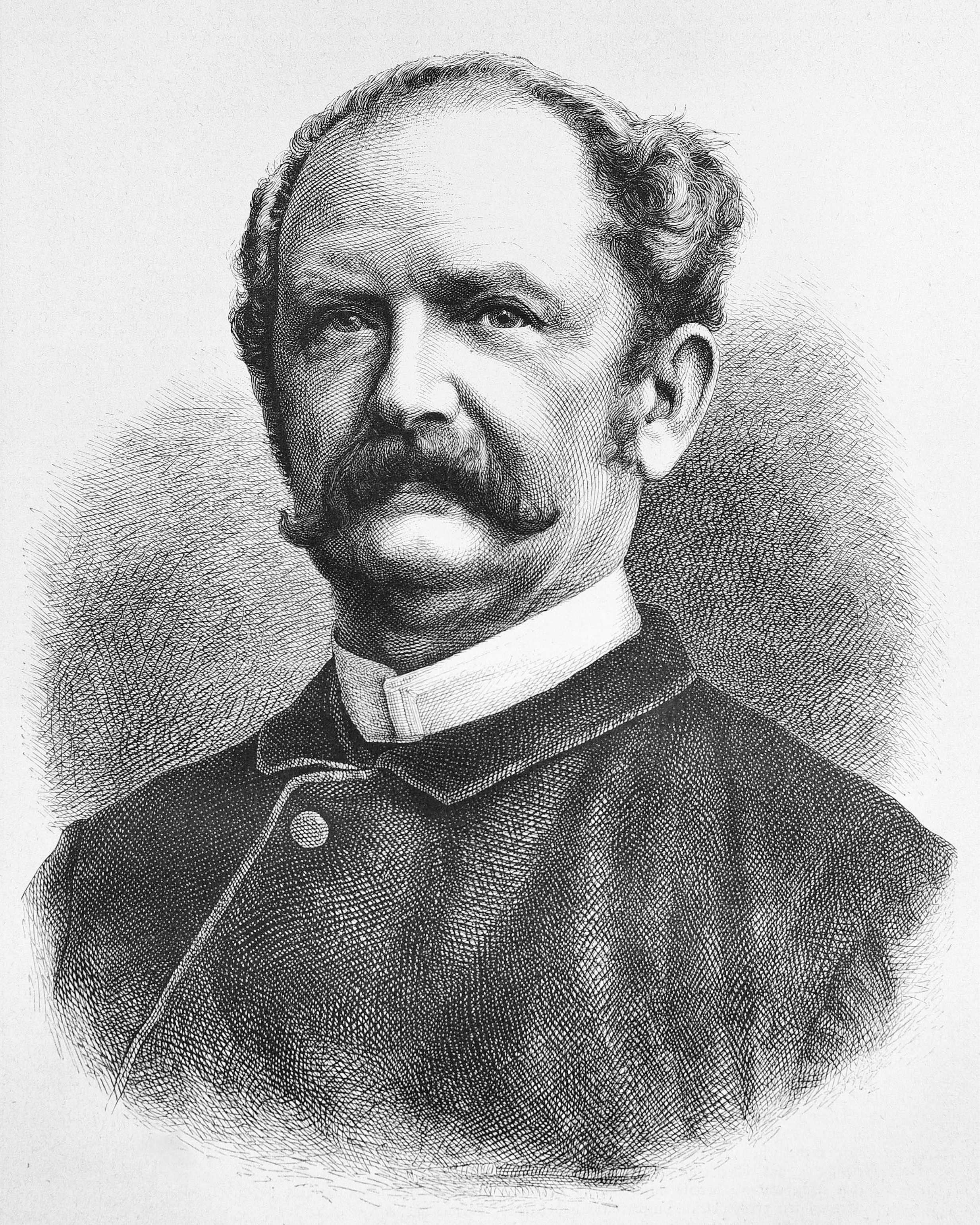
Ernst Keil
Nach einer Photographie von Wilhelm Höffert in Leipzig auf Holz gezeichnet von Adolf Neumann
aus Die Gartenlaube, 1878, S. 573

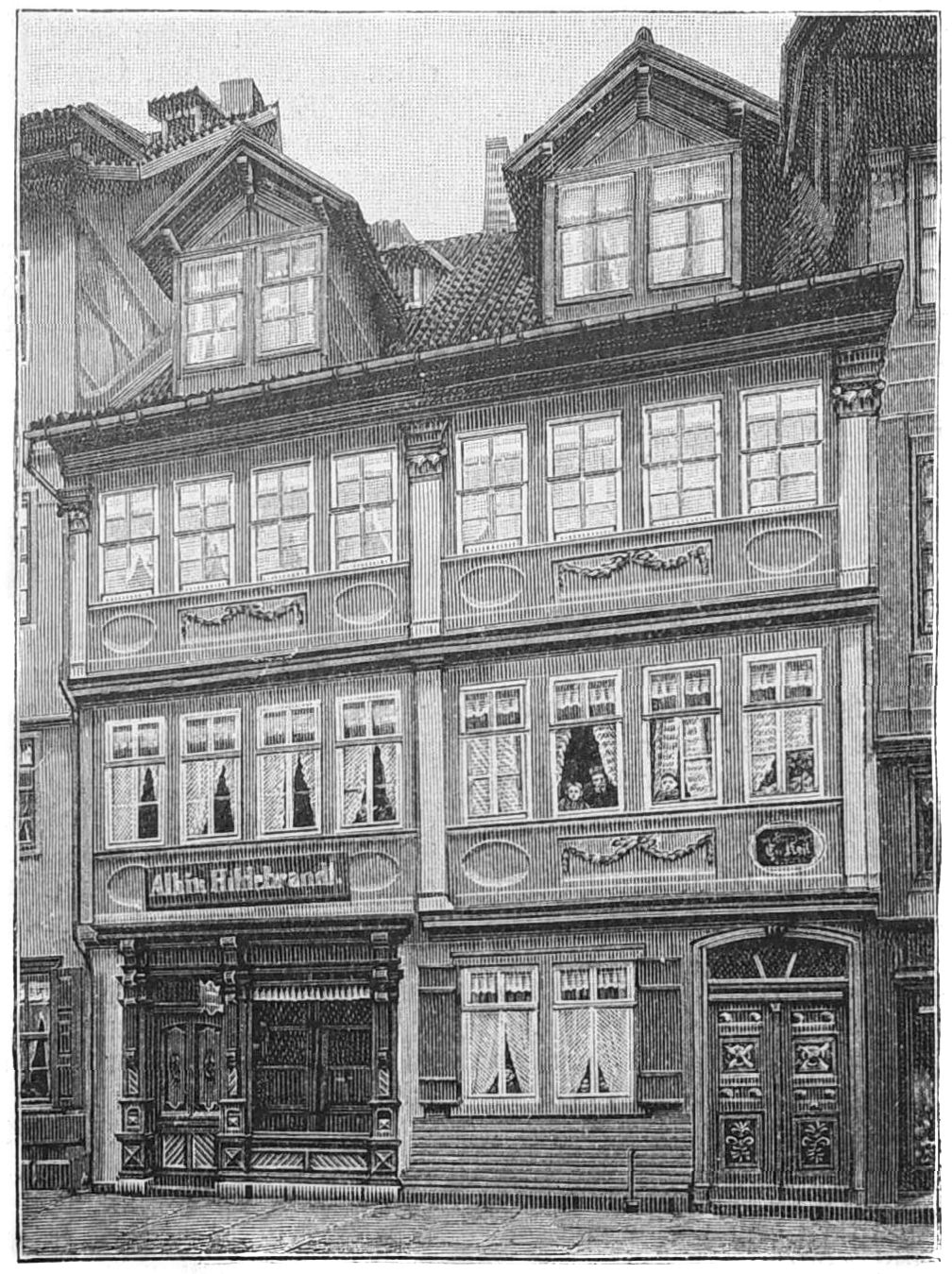
Geburtshaus von Ernst Keil in der Marktstraße in Langensalza;
nach einem Foto von Christian Gottfried Bregazzi 1897 wiedergegeben in Die Gartenlaube

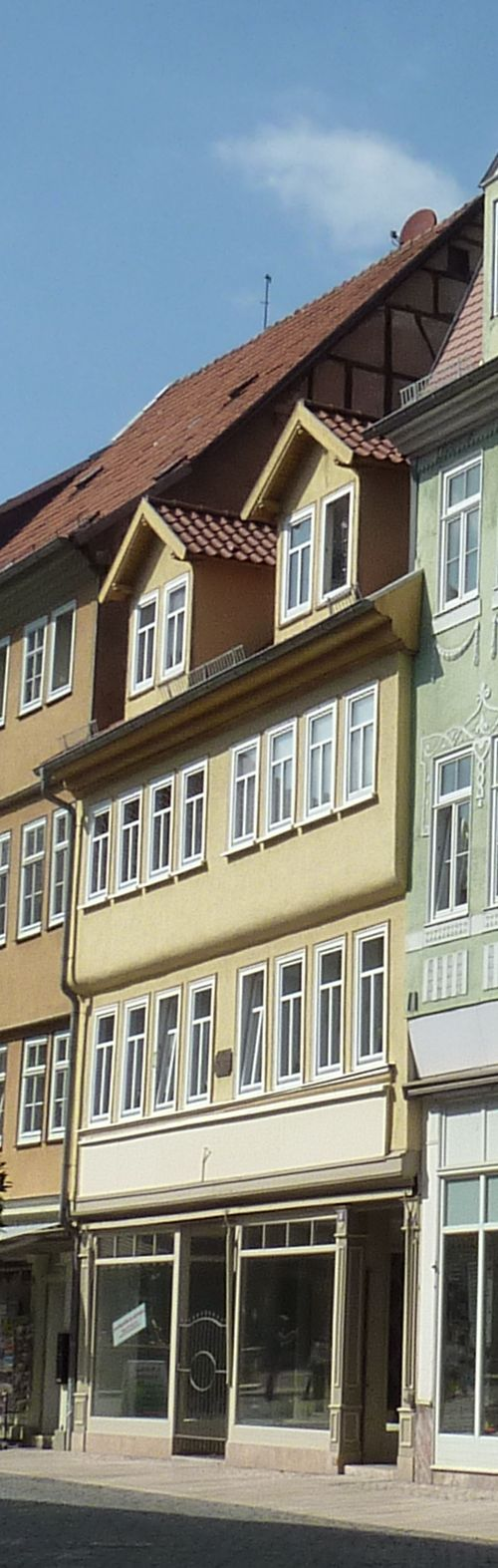
Zustand des Geburtshauses 2015

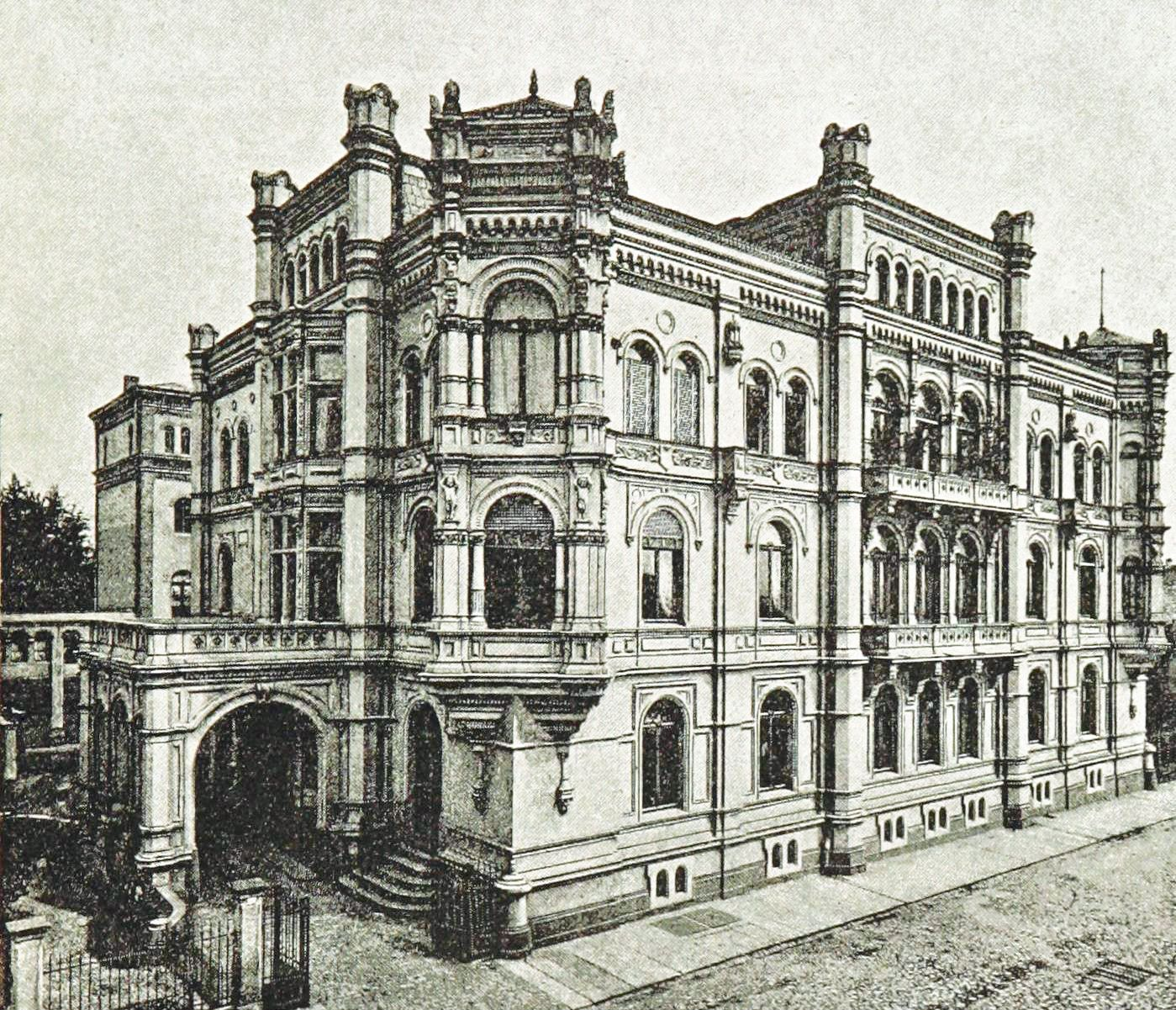
Zeitgenössische Abbildung der Villa Ernst Keil in der Goldschmidtstraße 33 in Leipzig. Die Villa wurde 1943 zerstört.

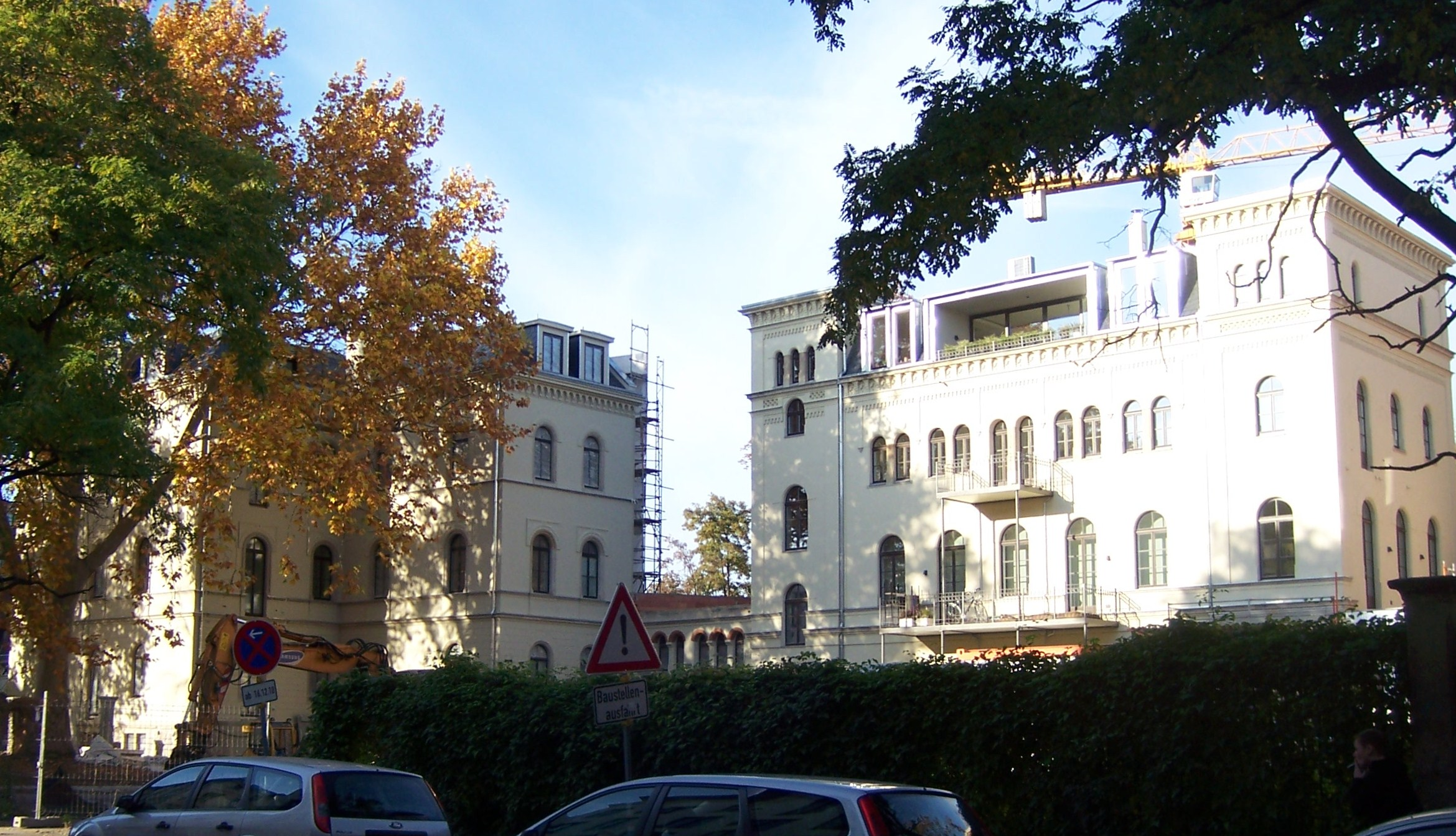
Ehemaliges Papierlager auf dem Grundstück der ehemaligen Villa Ernst Keil, Talstraße 7 / Ecke Goldschmidtstraße in Leipzig. Das Papierlager stand ursprünglich hinter der Villa Keil.

Ernst Keil (* 6. Dezember 1816 in Langensalza; † 23. März 1878 in Leipzig) war ein deutscher Buchhändler, Verleger, unter anderem Herausgeber und Begründer der Familienzeitschrift Die Gartenlaube.

## Leben
Keil wurde in der Marktstraße in Langensalza als Sohn eines Gerichtsbeamten geboren. Er erlernte in Weimar Buchhandel, trat danach 1837 als Gehilfe in die Weygandsche Buchhandlung zu Leipzig ein und wandte sich hier bald auch dem Journalismus zu. 1838 übernahm er die Redaktion des Journals Unser Planet (später Wandelstern), das unter seiner Leitung eines der am meisten gelesenen Blätter damaliger Zeit wurde. Nachdem er 1845 ein eigenes buchhändlerisches Geschäft in Leipzig gegründet hatte, rief er ein Jahr später das Monatsblatt Der Leuchtthurm ins Leben, das er auch selbst redigierte. Dieses Organ bezeichnete in der Geschichte des vormärzlichen Journalismus eine bedeutsame Wendung, indem es, unterstützt von angesehenen Vertretern der liberalen Bewegung (Robert Blum, Johann Jacoby, Gustav Adolf Wislicenus, Leberecht Uhlich und anderen), der erste volkstümliche Ausdruck des erwachten Befreiungsdranges auf politischem und religiösem Gebiet wurde. Unaufhörliche Verfolgungen vonseiten der Polizei zwangen zu häufigem Wechsel des Verlagsorts, bis endlich die Märztage von 1848 die Pressefreiheit brachten und das Blatt selbst in Leipzig erscheinen durfte. Mit dem Sieg der Reaktion begannen die Verfolgungen von neuem; die Zeitschrift wurde 1851 unterdrückt und der sozialkritische Keil selbst zu einer neunmonatigen Gefängnisstrafe verurteilt, die er in Hubertusburg verbüßte.
Im Gefängnis entstand die Idee für ein illustriertes Familienblatt, das vom 1. Januar 1853 an unter dem Titel Die Gartenlaube erschien und in kurzer Zeit eine große Verbreitung fand.
Keil heiratete 1844 Lina (Wilhelmine Dorothea Karoline, geb. Aston, 1821–1894). Der gemeinsame Sohn Alfred verstarb im Alter von 24 Jahren am 28. Dezember 1871 auf einer Orientreise in Kairo. Die beiden Töchter Lina und Anna überlebten die Eltern. Tochter Melanie (1852–1922) heiratete 1872 in Leipzig den Gutsbesitzer Gery von Byern-Parchen (1846–1891) auf Borna bei Oschatz und war zeitweise dort selbst Eigentümerin und übte nachweislich das Kirchenpatronat aus für die Erben.
Keil und Angehörige wurden im Keilschen Erbbegräbnis in der IV. Abteilung des Neuen Johannisfriedhofs beerdigt.
In Leipzig gibt es seit 1921 eine Ernst-Keil-Straße. In der Zeit der DDR vergab die Stadt Leipzig einen Ernst-Keil-Preis, u. a. 1987 an Rolf Werner.

## Nachlass
Unter seinen übrigen Verlagswerken, zu denen 1850/1852 auch die wasserheilkundlichen Werke von J. H. Rausse und Theodor Hahn gehören, waren Carl Ernst Bocks Buch vom gesunden und kranken Menschen (1855) und die Romane von E. Marlitt und E. Werner die erfolgreichsten. Das Geschäft, das in den Besitz der Witwe Keils überging, wurde Ende 1883 von den Gebrüdern Kröner in Stuttgart käuflich übernommen und unter der Firma Ernst Keils Nachfolger weitergeführt.

## Briefe
- 9 Briefe Ernst Keil an verschiedene Empfänger, 10. Januar 1851 bis 30. August 1875[7]